# Парампара
Парампара (санскр. परम्परा, paramparā IAST, букв. "Від одного до іншого») - ланцюг спадкоємності від вчителя до учнів у індійської культурі. У буквальному перекладі з санскриту парампара означає «безперервний ланцюг спадкоємності».  У системі парампари, знання передається без змін з покоління в покоління. По лінії парампари можуть передаватися найрізноманітніші види знання як у духовній сфері, так і в мистецтві, музиці, танцях і освіті. 
У релігійній традиції індуїзму, парампара також відома як гуру-шішья парампара та гуру-парампара, - ланцюг духовних вчителів або учнівська спадкоємність, по якій передається духовне знання. Згідно з «Бхагавад-гіти» та іншим священних писань індуїзму, цю систему встановив Сам Бог і з її допомогою знання зберігається у своєму первозданному вигляді. Парампара підтверджує істинність або авторитетність одержуваного знання. Вона допомагає уникнути вигадок і підміни справжніх цінностей другорядними. Кожен гуру, що передає духовне знання, повинен належати до ланцюга вчителів-учнів, на чолі якої, як правило, стоїть Бог, в іншому разі не можна бути впевненим у чистоті й істинності знання, яке він дає. У деяких традиціях, не може одночасно існувати більш ніж одного діючого гуру в лінії наступності кожної школи (сампрадаї).
У контексті індуїзму, парампара є найважливішою умовою існування сампрадаї - вона являє собою механізм, що забезпечує її збереження шляхом передачі певної традиції через духовну спадкоємність від гуру до учня. Кожен наступний у такої спадкоємності - учень попереднього; так, через зв'язок вчитель-учень передається знання і форми релігійного досвіду. «Ланкою» парампари може вважатися лише індивідуум, який досяг повного контролю над собою, - це є необхідною умовою його морального і духовного досконалості і оберігає сампрадаї від спотворень. Кожна сампрадая має спеціальні списки «ланок» парампари, в яких можна простежити її генеалогію. Являючи собою розгортку сампрадаї в часі, гуру-парампара забезпечує її незмінність і висловлює її діахронний аспект. Саме ці характеристики, поряд з приналежністю до автентичної сампрадаї, часто є умовою традиційності школи або навчання в індуїзмі. 
У деяких традиційних індійських формах освіти, учень живе з учителем як член його сім'ї, отримуючи від нього знання. У системі парампари, учень шанує не тільки безпосередньо свого гуру, але й попередніх, особливо трьох останніх гуру. Зазвичай їх називають кала-гуру або чотири гуру:
- Гуру - безпосередньо гуру
- Парама-гуру - духовний вчитель гуру
- Парапара-гуру - гуру парам-гуру
- Парамешті-гуру - гуру парапара-гуру